# Porphyrinia aestivalis
Porphyrinia aestivalis är en fjärilsart som beskrevs av Achille Guenée 1852. Porphyrinia aestivalis ingår i släktet Porphyrinia och familjen nattflyn. Inga underarter finns listade i Catalogue of Life.